# دايفيد غريمالدي
دايفيد غريمالدي (بالإنجليزية: David Grimaldi)‏ هو عالم نبات وعالم حشرات أمريكي، ولد في 22 سبتمبر 1957 في الولايات المتحدة.